# Loi déclaratoire
En droit canadien, une loi déclaratoire est une catégorie particulière de loi rétroactive qui est adoptée pour corriger l'interprétation d'une loi par un tribunal judiciaire que le législateur estime erronée.
Puisque le législateur exerce la souveraineté parlementaire, il a constitutionnellement le pouvoir de corriger ce qu'il estime être des erreurs dans les interprétations législatives faites par les juges, bien qu'en pratique, les lois déclaratoires sont rarement adoptées.

## Conditions d'application
Les lois déclaratoires statuent sur les affaires qui sont pendantes à la date du jugement, mais elles ne peuvent pas rouvrir des affaires jugées. Pour distinguer entre une affaire pendante et une affaire non pendante, le tribunal utilise le critère du « jugement qui ne statue pas ultimement sur les droits et obligations des parties ». Si la décision n'a pas statué définitivement sur les droits et obligations des parties, il s'agit d'une affaire pendante où la loi déclaratoire trouvera application. Par ailleurs, les lois déclaratoires doivent clairement refléter l'intention du législateur de contrer l'effet d'un jugement, afin de mettre de côté la présomption à l'encontre des lois déclaratoires à l'article 50 de la Loi d'interprétation du Québec.

## Arrêt de principe
En regard du droit actuel, l'arrêt de principe en matière de lois déclaratoires est la décision Régie des rentes du Québec c. Canada Bread Company Ltd. de la Cour suprême du Canada. Dans cette affaire, la Cour d'appel du Québec a rendu un jugement sur les régimes de retraite des retraités de la société Multi-Marques que le gouvernement considérait étant une décision défavorable aux retraités. Le ministre de l'emploi, Sam Hamad, a déclaré en Chambre qu'il allait adopter une loi pour contrer les effets de ce jugement. Après l'adoption de la loi déclaratoire, un nouveau litige a émergé quant à l'application de la décision de la Cour d'appel ou de la loi déclaratoire
La Régie des rentes du Québec a appliqué la loi déclaratoire mais a été poursuivie par la société Canada Bread Company, qui demandait que soit appliquée plutôt la décision originale de la Cour d'appel. L'affaire s'est rendue jusqu'en Cour suprême, qui a tranché en faveur de la Régie des rentes. En appliquant le critère du « jugement définitif qui ne statue pas ultimement sur les droits et obligations des parties », la Cour suprême a déterminé que le jugement était encore pendant, ce qui signifiait que la loi déclaratoire en faveur des retraités devait être appliquée.